# Pierre le Vénitien
Ne doit pas être confondu avec Pietro Orseolo ou Pietro II Orseolo.
Pierre de Hongrie, ou Pierre le Vénitien (en hongrois : Velencei Péter ; né Pietro Orseolo en 1010 ou 1011 et mort en 1046 ou vers 1060), occupe le trône de Hongrie à deux reprises. Il succède une première fois à son oncle Étienne Ier en 1038. Toutefois, son favoritisme à l'égard des étrangers provoque un soulèvement qui entraîne sa déposition en 1041. Trois ans plus tard, il remonte sur le trône avec l'aide d'Henri III du Saint-Empire. Pierre accepte la suzeraineté de ce dernier durant son second règne qui s'achève en 1046 des suites d'une révolte païenne. Les chroniques hongroises s'accordent à dire que Pierre est exécuté sur l'ordre de son successeur, André Ier. Néanmoins, l'historien Cosmas de Prague fait référence dans sa Chronique des Bohémiens à un présumé mariage de Pierre vers 1055, suggérant que le souverain aurait survécu à sa seconde déposition. 

## Biographie

### Avant 1038
Né à Venise, Pierre est le seul fils du doge Ottone Orseolo. Sa mère, Grimelda de Hongrie, est la sœur d'Étienne Ier, premier roi de Hongrie; selon l'historien Gyula Kristó, il nait en 1010 ou 1011. Les Vénitiens se soulevèrent et déposèrent Ottone Orseolo en 1026. Pierre ne suit pas son père, qui fuit à Constantinople,, mais trouve refuge en Hongrie, auprès de son oncle qui le nomme commandant de l'armée royale.
Émeric, seul fils d'Étienne Ier à avoir atteint l'âge adulte, mourut lors d'un accident en 1031. Lorsque le roi doit choisir son successeur, il écarte son cousin Vazul, dont la revendication est pourtant très forte, et lui préfère Pierre. Sur l'ordre d'Étienne, Vazul est aveuglé peu de temps après et ses trois fils — Levente, André et Béla — exilés, renforçant les droits de Pierre à la succession,. Le roi demande également à Pierre de jurer de respecter les biens de sa femme, Gisèle de Bavière, suggérant que les relations de Pierre avec sa tante sont tendues.

### Premier règne (1038-1041)
Pierre succède à Étienne Ier à sa mort, le 15 août 1038, et se lance dans une politique étrangère active,. Les troupes hongroises pillent la Bavière en 1039 et 1040 et envahissent la Bohême en 1040 afin d'aider le duc Bretislav Ier contre l'empereur Henri III. Les chroniques hongroises racontent que Pierre préférait la compagnie des Allemands (« qui rugissaient comme des bêtes sauvages ») et des Italiens (« qui bavardaient et gazouillaient comme des hirondelles »), ce qui le rend impopulaire auprès de ses sujets,. En outre, il introduit de nouveaux impôts, se saisit des recettes de l'Église et destitue deux évêques.
Audacieusement, Pierre confisque les biens de sa tante Gisèle et la garde en détention. Elle cherche de l'aide auprès des seigneurs hongrois qui rendent l'un des favoris de Pierre (Budo) responsable des méfaits du monarque et demandent qu'un procès lui soit fait. Devant le refus du roi, les seigneurs capturent l'impopulaire conseiller qui est mis à mort et renversèrent le monarque en 1041. Ils élurent un nouveau roi, Samuel Aba, qui se trouve être un beau-frère ou un autre neveu d'Étienne Ier.

« Dès qu'il commença son règne, Pierre jeta de côté toute trace de la patience nécessaire à la majesté du monarque et, en association avec les Allemands et les Latins, s'enragea d'une fureur teutonique, traitant les nobles du royaume avec mépris et dévorant la richesse des terres “avec un œil fier et un cœur insatiable”. Fortifications, châteaux et chaque poste dans le royaume furent enlevés aux Hongrois et donnés aux Allemands et aux Latins. De plus, Pierre menait une vie très dissolue et ses parasites se comportaient avec une luxure honteuse et débridée, assaillant violemment les épouses et les filles des Hongrois partout où le roi voyageait. Personne, en ce temps-là, ne pouvait être sûr de la virginité de son épouse ou de sa fille au vu de l'importunité des courtisans de Pierre. 
— Simon de Kéza, Gesta Hunnorum et Hungarorum »

### Exil (1041-1044)
Pierre trouve d'abord refuge en Autriche, recherchant la protection de son beau-frère, le margrave Adalbert, époux de sa sœur Frozza Orseolo . Il se rapproche également de l'empereur Henri III afin d'obtenir de l'aide contre Samuel Aba. Le nouveau souverain hongrois envahit la marche d'Autriche en février 1042, mais Adalbert met son armée en déroute. Henri III lança sa première expédition contre la Hongrie début 1042. Parties du Danube, ses forces avancent jusqu'à la rivière Garam (Hron, en Slovaquie). L'empereur envisage de restaurer Pierre, mais les habitants y sont fortement opposés. Par conséquent, Henri III nomme un autre membre (dont le nom est inconnu) de la famille royale hongroise pour administrer les territoires conquis.

« Durant l'automne le roi Henri envahit également la Hongrie, détruisit Hainbourg et Pressbourg et reçut la soumission de la région septentrionale du Danube jusqu'à la rivière Gran, parce que les rivières et les marches protégeaient la région Sud. Une partie de l'armée affronta les Hongrois et causa un grand massacre par deux fois. Après la soumission des Hongrois de ce territoire, puisqu'ils refusaient d'accepter Pierre, il installa pour eux comme duc l'un des leurs qui était à cette époque en exil chez les Bohémiens. 
— Hermann Contract, Chronique »

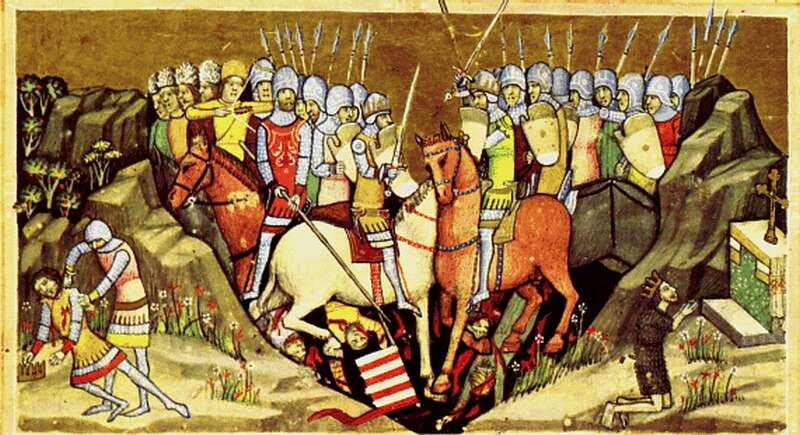
La bataille de Ménfő en 1044 (enluminure du Chronicon Pictum).

L'empereur retourne en Hongrie au début de l'été 1044 et est rejoint durant son avancée par de nombreux seigneurs hongrois. La bataille décisive se déroule le 5 juillet à Ménfő (près de Győr) et se termine par la défaite des forces de Samuel Aba. Bien qu'Aba ait réussi à s'échapper du champ de bataille, les partisans de Pierre le capturent et le tuent peu après.

### Second règne (1044-1046)
Peu après la mort de Samuel Aba, l'empereur Henri entre dans Székesfehérvár et remet Pierre sur le trône,. Pierre introduit la législation bavaroise dans son royaume, ce qui suggère que la Hongrie devient un fief impérial. Il accepte la suzeraineté de l'empereur au printemps 1045, remettant sa lance royale à son nouveau suzerain (qui revient en Hongrie),. De nombreux complots destinés à renverser Pierre indiquent qu'il demeure impopulaire. Deux des cousins maternels d'Étienne Ier (Bolya et Bonyha) montent une conspiration contre Pierre en 1045, mais le roi les fait arrêter, torturer et exécuter. L'évêque Gérard de Csanád invite les fils exilés de Vazul à revenir. Une révolte de roturiers païens met fin au second règne de Pierre en 1046. Pierre envisage de fuir à nouveau au Saint-Empire, mais l'un des fils de Vazul, André (revenu en Hongrie), l'invite à une rencontre à Székesfehérvár. Le roi déchu réalise bientôt que les envoyés d'André veulent en fait l'arrêter. Il se réfugie alors dans un manoir fortifié à Zámoly, mais les partisans de son rival s'en emparent et le font prisonnier trois jours plus tard. Toutes les chroniques hongroises du XIVe siècle attestent que Pierre est aveuglé, ce qui cause sa mort. Cependant, le chroniqueur Cosmas de Prague, presque contemporain de Pierre, relate que Judith de Schweinfurt, veuve du duc Bretislav Ier de Bohême qui est rejetée par son fils, s'enfuit en Hongrie et épouse Pierre en 1055 « comme une insulte à » son fils « et à tous les Tchèques »,. Si ce dernier rapport est fiable, Pierre survécut à ses blessures et meurt vers 1060. Il fut enterré à la cathédrale de Pécs.

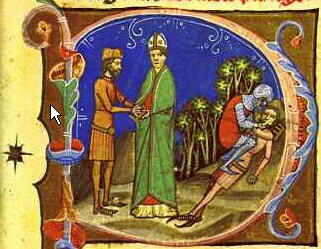
L'aveuglement de Pierre, tel que représenté dans le Chronicon Pictum.

« L'automne suivant, les Hongrois se remémorèrent leur ancienne trahison et établirent un certain André sur le trône. Ils tuèrent les nombreux étrangers qui avaient combattu pour le roi Pierre ; ils lui infligèrent diverses blessures, ainsi qu'à sa femme, et finalement ils privèrent Pierre de ses yeux et l'envoyèrent avec sa femme en un certain endroit, pour y être enfermés. Dans un même temps de nombreux étrangers dans le pays furent dépouillés, exilés et tués.
— Hermann Contract, Chronique »

« Le roi Pierre, voyant que les Hongrois avaient tous pris parti pour les ducs André et Levente, prit la fuite avec ses [Allemands] vers Moson, prévoyant de passer en Autriche à partir de là, mais il ne pouvait pas s'échapper. Car les Hongrois étaient arrivés avant et avaient occupé les points d'entrée et de sortie du royaume ; de plus, l'ambassadeur du duc André rappela le roi Pierre, prétextant vouloir en arriver à un accord pacifique et honorable avec lui. Le croyant sincère, le roi Pierre s'en retourna [...]. Lorsqu'il dévia de sa route vers le village de Zamur, l'ambassadeur susmentionné voulut lui tendre une embuscade et le ramener pieds et poings liés au duc André ; mais ayant connaissance de ceci, Pierre trouva refuge dans un manoir et se défendit bravement pendant trois jours. Finalement, tous ses soldats furent tués par flèche et lui-même fut pris vivant ; il fut aveuglé et amené à Alba, où dans de grandes souffrances sa vie prit bientôt fin. 
— Chronicon Pictum »

## Famille
Le nom et la famille de l'épouse de Pierre sont inconnus, mais Gyula Kristó suppose qu'elle était d'origine allemande. Les historiens débatent de la validité des indications de Cosmas de Prague quant au second mariage de Pierre avec la veuve de Bretislav Ier de Bohême, Judith de Schweinfurt. Lisa Wolverton, traductrice de la chronique, suggère que Cosmas interpréta mal ses sources (qui décrivaient le mariage de Judith de Souabe avec le roi Salomon de Hongrie). L'arbre généalogique ci-dessous présente les ancêtres de Pierre le Vénitien et ses parents qui sont mentionnés dans l'article, :
|  |  |                          |                          |                          |                          |                          |                          |  |  |                    |                    |                     |                     | Gyula de Transylvanie | Gyula de Transylvanie | Gyula de Transylvanie | Gyula de Transylvanie | Gyula de Transylvanie | Gyula de Transylvanie |                        |                        |                        |                        |                        |                        |        |        |        |        |                   |                   | Taksony           | Taksony           | Taksony           | Taksony           | Taksony | Taksony |          |          |          |          | Une femme « Couman »* | Une femme « Couman »* | Une femme « Couman »* | Une femme « Couman »* | Une femme « Couman »* | Une femme « Couman »* |              |              |              |              |       |       |        |        |        |        |        |        |      |      |
|  |  |                          |                          |                          |                          |                          |                          |  |  |                    |                    |                     |                     | Gyula de Transylvanie | Gyula de Transylvanie | Gyula de Transylvanie | Gyula de Transylvanie | Gyula de Transylvanie | Gyula de Transylvanie |                        |                        |                        |                        |                        |                        |        |        |        |        |                   |                   | Taksony           | Taksony           | Taksony           | Taksony           | Taksony | Taksony |          |          |          |          | Une femme « Couman »* | Une femme « Couman »* | Une femme « Couman »* | Une femme « Couman »* | Une femme « Couman »* | Une femme « Couman »* |              |              |              |              |       |       |        |        |        |        |        |        |      |      |
|  |  |                          |                          |                          |                          |                          |                          |  |  |                    |                    |                     |                     |                       |                       |                       |                       |                       |                       |                        |                        |                        |                        |                        |                        |        |        |        |        |                   |                   |                   |                   |                   |                   |         |         |          |          |          |          |                       |                       |                       |                       |                       |                       |              |              |              |              |       |       |        |        |        |        |        |        |      |      |
|  |  |                          |                          |                          |                          |                          |                          |  |  |                    |                    |                     |                     |                       |                       |                       |                       |                       |                       |                        |                        |                        |                        |                        |                        |        |        |        |        |                   |                   |                   |                   |                   |                   |         |         |          |          |          |          |                       |                       |                       |                       |                       |                       |              |              |              |              |       |       |        |        |        |        |        |        |      |      |
|  |  | Pietro II Orseolo        | Pietro II Orseolo        | Pietro II Orseolo        | Pietro II Orseolo        | Pietro II Orseolo        | Pietro II Orseolo        |  |  |                    |                    |                     |                     | Sarolt                | Sarolt                | Sarolt                | Sarolt                | Sarolt                | Sarolt                |                        |                        |                        |                        | Géza                   | Géza                   | Géza   | Géza   | Géza   | Géza   |                   |                   |                   |                   |                   |                   |         |         |          |          |          |          |                       |                       |                       |                       |                       |                       |              |              |              |              |       |       | Mihály | Mihály | Mihály | Mihály | Mihály | Mihály |      |      |
|  |  | Pietro II Orseolo        | Pietro II Orseolo        | Pietro II Orseolo        | Pietro II Orseolo        | Pietro II Orseolo        | Pietro II Orseolo        |  |  |                    |                    |                     |                     | Sarolt                | Sarolt                | Sarolt                | Sarolt                | Sarolt                | Sarolt                |                        |                        |                        |                        | Géza                   | Géza                   | Géza   | Géza   | Géza   | Géza   |                   |                   |                   |                   |                   |                   |         |         |          |          |          |          |                       |                       |                       |                       |                       |                       |              |              |              |              |       |       | Mihály | Mihály | Mihály | Mihály | Mihály | Mihály |      |      |
|  |  |                          |                          |                          |                          |                          |                          |  |  |                    |                    |                     |                     |                       |                       |                       |                       |                       |                       |                        |                        |                        |                        |                        |                        |        |        |        |        |                   |                   |                   |                   |                   |                   |         |         |          |          |          |          |                       |                       |                       |                       |                       |                       |              |              |              |              |       |       |        |        |        |        |        |        |      |      |
|  |  |                          |                          |                          |                          |                          |                          |  |  |                    |                    |                     |                     |                       |                       |                       |                       |                       |                       |                        |                        |                        |                        |                        |                        |        |        |        |        |                   |                   |                   |                   |                   |                   |         |         |          |          |          |          |                       |                       |                       |                       |                       |                       |              |              |              |              |       |       |        |        |        |        |        |        |      |      |
|  |  | Ottone Orseolo           | Ottone Orseolo           | Ottone Orseolo           | Ottone Orseolo           | Ottone Orseolo           | Ottone Orseolo           |  |  |                    |                    | Grimelda de Hongrie | Grimelda de Hongrie | Grimelda de Hongrie   | Grimelda de Hongrie   | Grimelda de Hongrie   | Grimelda de Hongrie   |                       |                       | Étienne Ier de Hongrie | Étienne Ier de Hongrie | Étienne Ier de Hongrie | Étienne Ier de Hongrie | Étienne Ier de Hongrie | Étienne Ier de Hongrie |        |        |        |        | Gisèle de Bavière | Gisèle de Bavière | Gisèle de Bavière | Gisèle de Bavière | Gisèle de Bavière | Gisèle de Bavière |         |         | inconnue | inconnue | inconnue | inconnue | inconnue              | inconnue              |                       |                       | Samuel Aba**          | Samuel Aba**          | Samuel Aba** | Samuel Aba** | Samuel Aba** | Samuel Aba** |       |       | Vazul  | Vazul  | Vazul  | Vazul  | Vazul  | Vazul  |      |      |
|  |  | Ottone Orseolo           | Ottone Orseolo           | Ottone Orseolo           | Ottone Orseolo           | Ottone Orseolo           | Ottone Orseolo           |  |  |                    |                    | Grimelda de Hongrie | Grimelda de Hongrie | Grimelda de Hongrie   | Grimelda de Hongrie   | Grimelda de Hongrie   | Grimelda de Hongrie   |                       |                       | Étienne Ier de Hongrie | Étienne Ier de Hongrie | Étienne Ier de Hongrie | Étienne Ier de Hongrie | Étienne Ier de Hongrie | Étienne Ier de Hongrie |        |        |        |        | Gisèle de Bavière | Gisèle de Bavière | Gisèle de Bavière | Gisèle de Bavière | Gisèle de Bavière | Gisèle de Bavière |         |         | inconnue | inconnue | inconnue | inconnue | inconnue              | inconnue              |                       |                       | Samuel Aba**          | Samuel Aba**          | Samuel Aba** | Samuel Aba** | Samuel Aba** | Samuel Aba** |       |       | Vazul  | Vazul  | Vazul  | Vazul  | Vazul  | Vazul  |      |      |
|  |  |                          |                          |                          |                          |                          |                          |  |  |                    |                    |                     |                     |                       |                       |                       |                       |                       |                       |                        |                        |                        |                        |                        |                        |        |        |        |        |                   |                   |                   |                   |                   |                   |         |         |          |          |          |          |                       |                       |                       |                       |                       |                       |              |              |              |              |       |       |        |        |        |        |        |        |      |      |
|  |  |                          |                          |                          |                          |                          |                          |  |  |                    |                    |                     |                     |                       |                       |                       |                       |                       |                       |                        |                        |                        |                        |                        |                        |        |        |        |        |                   |                   |                   |                   |                   |                   |         |         |          |          |          |          |                       |                       |                       |                       |                       |                       |              |              |              |              |       |       |        |        |        |        |        |        |      |      |
|  |  | Judith de Schweinfurt*** | Judith de Schweinfurt*** | Judith de Schweinfurt*** | Judith de Schweinfurt*** | Judith de Schweinfurt*** | Judith de Schweinfurt*** |  |  | Pierre le Vénitien | Pierre le Vénitien | Pierre le Vénitien  | Pierre le Vénitien  | Pierre le Vénitien    | Pierre le Vénitien    |                       |                       | inconnue              | inconnue              | inconnue               | inconnue               | inconnue               | inconnue               |                        |                        | Émeric | Émeric | Émeric | Émeric | Émeric            | Émeric            |                   |                   |                   |                   |         |         |          |          | Levente  | Levente  | Levente               | Levente               | Levente               | Levente               |                       |                       | André        | André        | André        | André        | André | André |        |        | Béla   | Béla   | Béla   | Béla   | Béla | Béla |
|  |  | Judith de Schweinfurt*** | Judith de Schweinfurt*** | Judith de Schweinfurt*** | Judith de Schweinfurt*** | Judith de Schweinfurt*** | Judith de Schweinfurt*** |  |  | Pierre le Vénitien | Pierre le Vénitien | Pierre le Vénitien  | Pierre le Vénitien  | Pierre le Vénitien    | Pierre le Vénitien    |                       |                       | inconnue              | inconnue              | inconnue               | inconnue               | inconnue               | inconnue               |                        |                        | Émeric | Émeric | Émeric | Émeric | Émeric            | Émeric            |                   |                   |                   |                   |         |         |          |          | Levente  | Levente  | Levente               | Levente               | Levente               | Levente               |                       |                       | André        | André        | André        | André        | André | André |        |        | Béla   | Béla   | Béla   | Béla   | Béla | Béla |

*Une Khazar, une Petchenègue ou une Bulgare de la Volga.
**Samuel Aba a peut-être été le petit-fils de Géza plutôt que son beau-fils.
***La véracité de l'indication de Cosmas de Prague quant au mariage de Judith de Schweinfurt avec Pierre le Vénitien ne fait pas l'unanimité chez les historiens.

### Sources primaires
- (en) « Hermann of Reichenau: Chronicle », dans Eleventh-century Germany: The Swabian Chronicles, Manchester University Press, 2008 (ISBN 978-0-7190-7734-0) (sources sélectionnées, traduites et annotées avec une introduction de I. S. Robinson).
- (en) Cosmas of Prague: The Chronicle of the Czechs  (trad. Lisa Wolverton), Washington (D.C.), The Catholic University of America Press, 2009, 274 p. (ISBN 978-0-8132-1570-9, lire en ligne).
- (en) Simon of Kéza: The Deeds of the Hungarians  (trad. de l'anglais par László Veszprémy et Frank Schaer), Budapest/New York, CEU Press, 1999, 235 p. (ISBN 963-9116-31-9, lire en ligne), avec une étude par Jenő Szűcs.
- (en) The Hungarian Illuminated Chronicle: Chronica de Gestis Hungarorum  (trad. Dezső Dercsényi), Taplinger Publishing, 1970 (ISBN 0-8008-4015-1).

### Sources secondaires
- (en) Július Bartl, Viliam Čičaj, Mária Kohútova, Róbert Letz, Vladimír Segeš et Dušan Škvarna, Slovak History : Chronology & Lexicon, Bolchazy-Carducci Publishers, 2002 (ISBN 0-86516-444-4).
- (en) Pál Engel, The Realm of St Stephen : A History of Medieval Hungary, 895–1526, I.B. Tauris Publishers, 2001 (ISBN 1-86064-061-3).
- (en) László Kontler, Millennium in Central Europe : A History of Hungary, Atlantisz Publishing House, 1999, 537 p. (ISBN 963-9165-37-9).
- (fr) Gyula Kristó Histoire de la Hongrie médiévale, tome I, Le Temps des Arpáds, Presses universitaires de Rennes, Rennes (2000)  (ISBN 2-86847-533-7).
- (hu) Gyula Kristó et Ferenc Makk, Az Árpád-ház uralkodói [« Souverains de la maison Árpád »], I.P.C. Könyvek, 1996, 293 p. (ISBN 963-7930-97-3).
- (hu) Gyula Kristó, Háborúk és hadviselés az Árpád-korban [« Guerres et lutte sous les Árpád »], Szukits Könyvkiadó, 2003 (ISBN 963-9441-87-2).
- (hu) Ferenc Makk, Magyar külpolitika (896-1196) [« La politique étrangère hongroise (896-1196) »], Szeged, Szegedi Középkorász Műhely, 1993, 220 p. (ISBN 963-04-2913-6).
- Miklós Molnár, Histoire de la Hongrie, Paris, Perrin, coll. « Tempus », 2004, 469 p. (ISBN 2-262-02238-0).
- (en) Donald M. Nicol, Byzantium and Venice : A Study in Diplomatic and Cultural Relations, Cambridge University Press, 1999, 465 p. (ISBN 0-521-42894-7, lire en ligne).